# Estados Unidos nos Jogos Olímpicos de Verão de 2016
Os Estados Unidos, representados pelo Comitê Olímpico dos Estados Unidos, compete nos Jogos Olímpicos de Verão de 2016 no Rio de Janeiro entre os dias 5 e 21 de agosto de 2016. Esta será a trigésima vez que os Estados Unidos participam dos Jogos Olímpicos da Era Moderna, não participando apenas uma vez, nos Jogos Olímpicos de Verão de 1980, realizados em Moscou, devido a um boicote, pela realização dos Jogos na União Soviética, rival dos Estados Unidos na Guerra Fria.

## Medalhistas
| Medalha | Nome                                                                                         | Esporte       | Evento                             | Data        |
| ------- | -------------------------------------------------------------------------------------------- | ------------- | ---------------------------------- | ----------- |
| Ouro    | Virginia Thrasher                                                                            | Tiro          | Carabina de ar 10 metros feminino  | 6 de agosto |
| Ouro    | Katie Ledecky                                                                                | Natação       | 400m livre feminino                | 7 de agosto |
| Ouro    | Michael Phelps Nathan Adrian Ryan Held Caeleb Dressel                                        | Natação       | 4x100m livre masculino             | 7 de agosto |
| Prata   | Brady Ellison Zach Garrett Jake Kaminski                                                     | Tiro com arco | Equipes masculinas                 | 6 de agosto |
| Prata   | Chase Kalisz                                                                                 | Natação       | 400 m medley masculino             | 6 de agosto |
| Prata   | Maya DiRado                                                                                  | Natação       | 400 m medley feminino              | 6 de agosto |
| Prata   | Amanda Weir Lia Neal Allison Schmitt Katie Ledecky Simone Manuel Abbey Weitzeil Dana Vollmer | Natação       | Revezamento 4x100 m livre feminino | 6 de agosto |
| Prata   | Alexander Massialas                                                                          | Esgrima       | Florete individual masculino       | 7 de agosto |
| Prata   | David Boudia Steele Johnson                                                                  | Natação       | Sincronizado 10m masculino         | 8 de agosto |
| Bronze  | Corey Cogdell                                                                                | Tiro          | Fossa olímpica feminino            | 7 de agosto |
| Bronze  | Dana Vollmer                                                                                 | Natação       | 100m borboleta feminino            | 7 de agosto |
| Bronze  | Cody Miller                                                                                  | Natação       | 100m peito masculino               | 7 de agosto |
| Bronze  | Leah Smith                                                                                   | Natação       | 400m livre feminino                | 7 de agosto |

## Natação
Masculino
| Atleta | Evento                       | Classificatória | Classificatória | Semifinal | Semifinal | Final   | Final            |
| Atleta | Evento                       | Tempo           | Pos.            | Tempo     | Pos.      | Tempo   | Pos.             |
| --- | ---------------------------- | --------------- | --------------- | --------- | --------- | ------- | ---------------- |
| Nathan Adrian                                                                                              | 50 m livre                   |                 |                 |           |           |         |                  |
| Anthony Ervin                                                                                              | 50 m livre                   |                 |                 |           |           |         |                  |
| Nathan Adrian                                                                                              | 100 m livre                  |                 |                 |           |           |         |                  |
| Caeleb Dressel                                                                                             | 100 m livre                  |                 |                 |           |           |         |                  |
| Conor Dwyer                                                                                                | 200 m livre                  |                 |                 |           |           |         |                  |
| Townley Haas                                                                                               | 200 m livre                  |                 |                 |           |           |         |                  |
| Conor Dwyer                                                                                                | 400 m livre                  | 3:43:42         | 1 Q             | —         | —         | 3:44.01 | 4                |
| Connor Jaeger                                                                                              | 400 m livre                  | 3:45:37         | 7 Q             | —         | —         | 3:44.16 | 5                |
| Connor Jaeger                                                                                              | 1500 m livre                 |                 |                 | —         | —         |         |                  |
| Jordan Wilimovsky                                                                                          | 1500 m livre                 |                 |                 | —         | —         |         |                  |
| Ryan Murphy                                                                                                | 100 m de costas              |                 |                 |           |           |         |                  |
| David Plummer                                                                                              | 100 m de costas              |                 |                 |           |           |         |                  |
| Ryan Murphy                                                                                                | 200 m de costas              |                 |                 |           |           |         |                  |
| Jacob Pebley                                                                                               | 200 m de costas              |                 |                 |           |           |         |                  |
| Kevin Cordes                                                                                               | 100 m peito                  | 59.13           | 4 Q             | 59.33     | 5 Q       | 59.22   | 4                |
| Cody Miller                                                                                                | 100 m peito                  | 59.17           | 5 Q             | 59.05     | 2 Q       | 58.87   | Medalha de prata |
| Kevin Cordes                                                                                               | 200 m peito                  |                 |                 |           |           |         |                  |
| Josh Prenot                                                                                                | 200 m peito                  |                 |                 |           |           |         |                  |
| Michael Phelps                                                                                             | 100 m borboleta              |                 |                 |           |           |         |                  |
| Tom Shields                                                                                                | 100 m borboleta              |                 |                 |           |           |         |                  |
| Michael Phelps                                                                                             | 200 m borboleta              |                 |                 |           |           |         |                  |
| Tom Shields                                                                                                | 200 m borboleta              |                 |                 |           |           |         |                  |
| Ryan Lochte                                                                                                | 200 m individual medley      |                 |                 |           |           |         |                  |
| Michael Phelps                                                                                             | 200 m individual medley      |                 |                 |           |           |         |                  |
| Chase Kalisz                                                                                               | 400 m individual medley      | 4:08:12         | 1 Q             | —         | —         | 4:06:75 | Medalha de prata |
| Jay Litherland                                                                                             | 400 m individual medley      | 4:11:10         | 4 Q             | —         | —         | 4:11.68 | 5                |
| Nathan Adrian Caeleb Dressel Anthony Ervin Jimmy Feigen* Ryan Held Blake Pieroni*                          | Revezamento 4 × 100 m livre  |                 |                 | —         | —         |         |                  |
| Gunnar Bentz* Jack Conger Conor Dwyer Townley Haas Ryan Lochte Clark Smith*                                | Revezamento 4 × 200 m livre  |                 |                 | —         | —         |         |                  |
| Nathan Adrian Kevin Cordes Caeleb Dressel Cody Miller Ryan Murphy Michael Phelps David Plummer Tom Shields | Revezamento 4 × 100 m medley |                 |                 | —         | —         |         |                  |
| Sean Ryan                                                                                                  | 10 km em águas abertas       | —               | —               | —         | —         |         |                  |
| Jordan Wilimovsky                                                                                          | 10 km em águas abertas       | —               | —               | —         | —         |         |                  |

Feminino
| Atleta | Evento                       | Classificatória | Classificatória | Semifinal | Semifinal | Final       | Final             |
| Atleta | Evento                       | Tempo           | Pos.            | Tempo     | Pos.      | Tempo       | Pos.              |
| --- | ---------------------------- | --------------- | --------------- | --------- | --------- | ----------- | ----------------- |
| Simone Manuel                                                                                                | 50 m livre                   |                 |                 |           |           |             |                   |
| Abbey Weitzeil                                                                                               | 50 m livre                   |                 |                 |           |           |             |                   |
| Simone Manuel                                                                                                | 100 m livre                  |                 |                 |           |           |             |                   |
| Abbey Weitzeil                                                                                               | 100 m livre                  |                 |                 |           |           |             |                   |
| Missy Franklin                                                                                               | 200 m livre                  |                 |                 |           |           |             |                   |
| Katie Ledecky                                                                                                | 200 m livre                  |                 |                 |           |           |             |                   |
| Katie Ledecky                                                                                                | 400 m livre                  |                 |                 | —         | —         |             |                   |
| Leah Smith                                                                                                   | 400 m livre                  |                 |                 | —         | —         |             |                   |
| Katie Ledecky                                                                                                | 800 m livre                  |                 |                 | —         | —         |             |                   |
| Leah Smith                                                                                                   | 800 m livre                  |                 |                 | —         | —         |             |                   |
| Kathleen Baker                                                                                               | 100 m de costas              |                 |                 |           |           |             |                   |
| Olivia Smoliga                                                                                               | 100 m de costas              |                 |                 |           |           |             |                   |
| Maya DiRado                                                                                                  | 200 m de costas              |                 |                 |           |           |             |                   |
| Missy Franklin                                                                                               | 200 m de costas              |                 |                 |           |           |             |                   |
| Lilly King                                                                                                   | 100 m peito                  |                 |                 |           |           |             |                   |
| Katie Meili                                                                                                  | 100 m peito                  |                 |                 |           |           |             |                   |
| Molly Hannis                                                                                                 | 200 m peito                  |                 |                 |           |           |             |                   |
| Lilly King                                                                                                   | 200 m peito                  |                 |                 |           |           |             |                   |
| Dana Vollmer                                                                                                 | 100 m borboleta              | 56.56           | 2 Q             | 57.06     | 4 Q       | 56.63       | Medalha de bronze |
| Kelsi Worrell                                                                                                | 100 m borboleta              | 56.97           | 4 Q             | 57.54     | 9         | Não avançou | Não avançou       |
| Cammille Adams                                                                                               | 200 m borboleta              |                 |                 |           |           |             |                   |
| Hali Flickinger                                                                                              | 200 m borboleta              |                 |                 |           |           |             |                   |
| Maya DiRado                                                                                                  | 200 m individual medley      |                 |                 |           |           |             |                   |
| Melanie Margalis                                                                                             | 200 m individual medley      |                 |                 |           |           |             |                   |
| Elizabeth Beisel                                                                                             | 400 m individual medley      | 4:34.38         | 6 Q             | —         | —         | 4:34.98     | 6                 |
| Maya DiRado                                                                                                  | 400 m individual medley      | 4:33.50         | 3 Q             | —         | —         | 4:31.15     | Medalha de prata  |
| Simone Manuel Lia Neal Allison Schmitt Dana Vollmer Amanda Weir Katie Ledecky Abbey Weitzeil                 | Revezamento 4 × 100 m livre  | 3:33.59         | 2 Q             | —         | —         | 3:31.89     | Medalha de prata  |
| Missy Franklin Katie Ledecky Melanie Margalis* Cierra Runge* Allison Schmitt Leah Smith                      | Revezamento 4 × 200 m livre  |                 |                 | —         | —         |             |                   |
| Kathleen Baker Lilly King Simone Manuel Katie Meili Olivia Smoliga Dana Vollmer Abbey Weitzeil Kelsi Worrell | Revezamento 4 × 100 m medley |                 |                 | —         | —         |             |                   |
| Haley Anderson                                                                                               | 10 km em águas abertas       | —               | —               | —         | —         |             |                   |

## Tiro
Masculino
| Atleta           | Evento                     | Qualificação | Qualificação | Semifinal | Semifinal | Final  | Final |
| Atleta           | Evento                     | Pontos       | Pos.         | Pontos    | Pos.      | Pontos | Pos.  |
| ---------------- | -------------------------- | ------------ | ------------ | --------- | --------- | ------ | ----- |
| Lucas Kozeniesky | Rifle 10 metros            |              |              | —         | —         |        |       |
| Daniel Lowe      | Rifle 10 metros            |              |              | —         | —         |        |       |
| David Higgins    | Rife 50 metros deitado     |              |              | —         | —         |        |       |
| Michael McPhail  | Rife 50 metros deitado     |              |              | —         | —         |        |       |
| Matthew Emmons   | Rifle 50 metros 3 posições |              |              | —         | —         |        |       |
| Daniel Lowe      | Rifle 50 metros 3 posições |              |              | —         | —         |        |       |
| Will Brown       | Pistola de ar 10 metros    |              |              | —         | —         |        |       |
| Jay Shi          | Pistola de ar 10 metros    |              |              | —         | —         |        |       |
| Emil Milev       | Pistola de fogo 25 metros  |              |              | —         | —         |        |       |
| Keith Sanderson  | Pistola de fogo 25 metros  |              |              | —         | —         |        |       |
| Will Brown       | Pistola 50 metros          |              |              | —         | —         |        |       |
| Jay Shi          | Pistola 50 metros          |              |              | —         | —         |        |       |
| Walton Eller     | Fossa dupla                |              |              |           |           |        |       |
| Joshua Richmond  | Fossa dupla                |              |              |           |           |        |       |
| Vincent Hancock  | Skeet                      |              |              |           |           |        |       |
| Frank Thompson   | Skeet                      |              |              |           |           |        |       |

Feminino
| Atleta            | Evento                  | Qualificação | Qualificação | Semifinal | Semifinal | Final  | Final           |
| Atleta            | Evento                  | Pontos       | Pos.         | Pontos    | Pos.      | Pontos | Pos.            |
| ----------------- | ----------------------- | ------------ | ------------ | --------- | --------- | ------ | --------------- |
| Sarah Scherer     | Rifle de ar 10 metros   | 416.8        | 5 Q          | —         | —         | 78.6   | 8               |
| Virginia Thrasher | Rifle de ar 10 metros   | 416.3        | 6 Q          | —         | —         | 208.0  | Medalha de ouro |
| Sarah Scherer     | Rifle 50 metros         |              |              | —         | —         |        |                 |
| Virginia Thrasher | Rifle 50 metros         |              |              | —         | —         |        |                 |
| Lydia Paterson    | Pistola de ar 10 metros |              |              | —         | —         |        |                 |
| Enkelejda Shehu   | Pistola de ar 10 metros |              |              | —         | —         |        |                 |
| Enkelejda Shehu   | Pistola 25 metros       |              |              |           |           |        |                 |
| Corey Cogdell     | Fossa                   |              |              |           |           |        |                 |
| Morgan Craft      | Skeet                   |              |              |           |           |        |                 |
| Kimberly Rhode    | Skeet                   |              |              |           |           |        |                 |

## Tiro com arco
| Atleta                                   | Evento               | Fase classificatória | Fase classificatória | 64 avos de final | 32 avos de final | Oitavas de final | Quartas de final      | Semifinais        | Final / DB                | Final / DB       |
| Atleta                                   | Evento               | Placar               | Pos.                 | Opositor Placar  | Opositor Placar  | Opositor Placar  | Opositor Placar       | Opositor Placar   | Opositor Placar           | Pos.             |
| ---------------------------------------- | -------------------- | -------------------- | -------------------- | ---------------- | ---------------- | ---------------- | --------------------- | ----------------- | ------------------------- | ---------------- |
| Brady Ellison                            | Individual masculino | 690                  | 2                    | LBA El Ghrari 0  |                  |                  |                       |                   |                           |                  |
| Zach Garrett                             | Individual masculino | 674                  | 15                   | MAS Kamaruddin 0 |                  |                  |                       |                   |                           |                  |
| Jake Kaminski                            | Individual masculino | 660                  | 31                   | BRA D'Almeida 0  |                  |                  |                       |                   |                           |                  |
| Brady Ellison Zach Garrett Jake Kaminski | Equipe masculina     | 2024                 | 2                    | —                | —                | Bye              | Indonésia (INA) W 6–2 | China (CHN) W 6–0 | Coreia do Sul (KOR) L 0–6 | Medalha de prata |
| Mackenzie Brown                          | Individual feminino  | 641                  | 19                   | ITA Mandia 0     |                  |                  |                       |                   |                           |                  |

Legenda
| Recorde mundial      | Recorde mundial (World record)               |                       | Recorde africano                      | Recorde africano (African) |                                           | Q | Classificado por posição (Qualified) |
| Recorde olímpico     | Recorde olímpico (Olympic record)            | Recorde da América    | Recorde da América (Americas)         | q                          | Classificado por melhor tempo (Qualified) |   |                                      |
| Melhor marca do ano  | Melhor marca do ano (World leading)          | Recorde asiático      | Recorde asiático (Asian)              | DNS                        | Não largou (Did not start)                |   |                                      |
| Recorde nacional     | Recorde nacional (National record)           | Recorde europeu       | Recorde europeu (European)            | DNF                        | Não terminou (Did not finish)             |   |                                      |
| Recorde pessoal      | Recorde pessoal do atleta (Personal best)    | Recorde da Oceania    | Recorde da Oceania (Oceania)          | DSQ / DQ                   | Desclassificado (Disqualified)            |   |                                      |
| Recorde da temporada | Recorde da temporada do atleta (Season best) | Recorde sul-americano | Recorde sul-americano (South America) | NM                         | Sem marca (No mark)                       |   |                                      |